# Bitwa pod Atlantą
Bitwa pod Atlantą – starcie zbrojne, które miało miejsce 22 lipca 1864, pod miastem Atlanta w stanie Georgia w USA w trakcie wojny secesyjnej.

## Przebieg bitwy
Po bitwie pod Peachtree Creek generał John Hood zdecydował się zaatakować armię Unii pod dowództwem generała majora Williama Shermana. Nocą wycofał swoją armię z zewnętrznej linii obrony Atlanty na wewnętrzną, chcąc skusić Shermana do ataku. Jednocześnie wysłał korpus generała Williama Hardee'go 15 mil na wschód od miasta aby wyszedł na lewą flankę i tyły wojsk Unii.
Kawaleria generała Wheelera operowała na liniach zaopatrzenia Shermana a korpus generała Franka Cheathama pozostawiony w Atlancie miał zaatakować centrum wojsk Unii. Jednak Hood przeliczył się co do czasu marszu ponieważ korpus generała Hardee'go nie mógł zaatakować przed popołudniem. Pomimo że Hood na razie przechytrzył Shermana, generał James McPherson był zaniepokojony o swoją lewą flankę i wysłał tam rezerwy – XVI Korpus Armijny.
Dwie dywizje Hooda zaatakowały oddziały Unii, ale zostały odparte. Konfederacki atak utknął. W tym samym czasie konfederacki strzelec wyborowy zastrzelił gen. McPhersona, który obserwował pole bitwy. Konfederaci kontynuowali atak, ale zostali powstrzymani.
Około 4 po południu korpus Cheathama przełamał linie Unii pod Hurt House, ale Sherman zgromadził 20 dział na pagórku obok swojego punktu dowodzenia, które ostrzelały konfederatów i powstrzymały ich atak. XV korpus armijny Generała Majora Johna Logana rozpoczął kontratak który uratował linie Armii Unii. Unioniści utrzymali pozycję, natomiast Hood poniósł ciężkie straty.